# Wie bitte?!
Wie bitte?! war eine deutsche Fernsehshow, die von 1992 bis 1999 bei RTL Television zu sehen war. Durch die Sendung führte Geert Müller-Gerbes.

## Format
Ein Schauspielerteam nahm fragwürdige Praktiken von Behörden und Unternehmen aufs Korn. Dabei wurden wahre Fälle, die von Zuschauern eingeschickt wurden, in Sketchen übertrieben wiedergegeben. Oft ging es um als unfähig oder ungerecht empfundenen Service oder um nicht eingehaltene Versprechen von Herstellern. Dabei wurden die tatsächlichen Namen der Unternehmen oder Behörden genannt. Während der Recherchen seitens RTL oder spätestens nach der Ausstrahlung der Sendung kamen die meisten Geschädigten zu ihrem Recht.
Häufig wurden Praktiken der Deutschen Telekom thematisiert. Bekannt war der Spruch „Spaß mit der Telekom“ in der Anmoderation von Geert Müller-Gerbes. Außerdem gab es eine fiktive Person (gespielt von Lutz Reichert), die immer wieder bei den Telekom-Themen auftauchte: „Der Doof“. Wenn dessen Aktionen oder Antworten (als Telekomangestellter) mit der Frage „Sagen Sie mal, sind Sie doof?“ kommentiert wurden, bejahte er dies.
Zu den Autoren gehörten u. a. Jürgen Barz (Insterburg & Co.), Rut Wenker, Laabs Kowalski und Jens-Oliver Haas, der später für Ich bin ein Star – Holt mich hier raus! Texte schrieb.
Unter dem Titel That’s Life lief eine entsprechende Sendung von 1973 bis 1994 bei der britischen BBC. Sendungen in einem sehr ähnlichen Format gab es mit Hoe bestaat het (1975–1981) und Ook dat nog! (1989–2004) auch in den Niederlanden.

## Besetzung
Zur Besetzung der ersten Staffel gehörten Siegfried W. Kernen, Andreas Giebel, Susanne Altweger und Thomas Nicolai. Ab der sechsten Folge ersetzte April Hailer dann Susanne Altweger. In der nicht ausgestrahlten Pilotfolge war an deren Stelle noch Anka Zink im Team.
In den Staffeln 2 und 3 (1992/93) bestand das Team aus Siegfried W. Kernen, April Hailer, Thomas Hackenberg, Georg Einerdinger, sowie Lutz Reichert als Vertretung.
Zur Stammbesetzung ab der Herbststaffel 1993 gehörten Max Grießer, Thomas Hackenberg, April Hailer und Lutz Reichert. Siegfried W. Kernen und Carmen Plate sprangen jeweils als Vertretung ein.
Weitere Vertretung bis Sommer 1996 war Susanne Czepl.
Ab der Sommerstaffel 1996 wechselte die Besetzung häufiger. Neben der früheren Stammbesetzung kam Hans-Werner Olm als Ersatz für Lutz Reichert ins Team, wurde aber bereits nach wenigen Sendungen durch Siegfried W. Kernen ersetzt. Fortan variierte die Besetzung mit drei männlichen Darstellern, da auch Lutz Reichert zwischenzeitlich zurückkam. Als Vertretung von Thomas Hackenberg stieß Hans Kieseier noch zusätzlich zum Team. Michael Trischan ersetzte einmalig Max Grießer. Als Vertretung für April Hailer kamen Tanja Schumann, Kira Koschella und später Anne Rothäuser ins Team der Sendung.
Ab Sommer 1997 wurde die Kulisse des Studios komplett erneuert. Auch hier blieb die alte Stammbesetzung bis Mitte 1998 weiter im Einsatz mit Ausnahme von April Hailer, die durch Eva Mannschott ersetzt wurde. Damit standen bis Mitte 1998 die Darsteller Max Grießer, Thomas Hackenberg, Hans Kieseier, Lutz Reichert (je Sendung drei Schauspieler) und Eva Mannschott zur Verfügung.
1998 wurde das Team noch kurz vor der Absetzung noch einmal ausgetauscht. Nun gehörten neben Hans Kieseier und Eva Mannschott Robert Louis Griesbach, Joseph Hannesschläger und Katrin Weißer zum Ensemble. Joseph Hannesschläger wurde für die letzten Sendungen von Gerhard Zemann ersetzt.
Als eigener Außenreporter kam Theo West zum Einsatz. Hans Meiser kam für vier Folgen 1993 und 1998 als Ersatz-Moderator für den erkrankten Geert Müller-Gerbes zum Einsatz.

### „Pannemann“
Nach einigen Jahren trat die Sendung mit der Verleihung des Pannemanns durch den eigenen Außenreporter Theo West in direkten Kontakt mit den jeweiligen Firmen. Der „Pannemann“ stellte einen Preis für ein unfähiges bzw. unfreundliches Serviceangebot dar. Ab 1997 wurde der Preis zur Puppe. Als Klappmaulpuppe moderierte der Pannemann zusammen mit Hans Kieseier die Pannemann-News.
In der Sendung gab es außerdem noch den Mahnman. Der reiste zu den stursten Rechteverweigerern mit einem Megaphon und ermahnte Firmen oder Behörden, wenn Fälle einfach nicht bearbeitet wurden. Das gab es später in abgewandelter Form als „Roter Mann“ bei Ein Fall für Escher im MDR Fernsehen.

### „Quickies“
Die „Quickies“ stellten kurze Ausschnitte aus Werbeprospekten und Kleinanzeigen dar, die meistens auf eine humorvolle Art und Weise zweideutig waren.

## Ausstrahlung
Vom 8. Februar 1992 bis zum 13. März 1999 liefen 226 Folgen der einstündigen Fernsehsendung. Der ursprüngliche Sendetermin lag am Samstagabend um 22:00 Uhr. Ab Sommer 1992 wurde der Termin auf Donnerstag um 22:15 Uhr verlegt, später zunächst auf den Freitag zur gleichen Zeit und schließlich wieder auf den Samstag (direkt vor RTL Samstag Nacht) verschoben.
Die gegenüber vielen Unternehmen kritische Sendung hatte in den Werbepausen vergleichsweise wenig werbende Kunden. Als Gerhard Zeiler RTL-Geschäftsführer wurde, setzte er die Show bald ab. Müller-Gerbes kommentierte dazu: „RTL macht im Gegensatz zur landläufigen Meinung nicht mehr Fernsehen, sondern Gewinn. Das Programm wird nur billigend in Kauf genommen.“

## Auszeichnungen
- 1995 Bayerischer Fernsehpreis für die Besetzung Max Grießer, Thomas Hackenberg, April Hailer, Geert Müller-Gerbes und Lutz Reichert